# Eryphanis polyxena
Eryphanis polyxena är en fjärilsart som beskrevs av Nicolaas Meerburgh 1775. Eryphanis polyxena ingår i släktet Eryphanis och familjen praktfjärilar. Inga underarter finns listade i Catalogue of Life.